# Phylliscum demangeonii
Phylliscum demangeonii är en lavart som först beskrevs av Moug. & Mont. och fick sitt nu gällande namn av William Nylander. 
Phylliscum demangeonii ingår i släktet Phylliscum och familjen Lichinaceae.  Arten är reproducerande i Sverige. Inga underarter finns listade i Catalogue of Life.